# San Jacinto Peak
Der San Jacinto Peak (auch Mount San Jacinto und San Jacinto Mountain) ist ein 3302 m hoher Berg im nördlichen Riverside County, Kalifornien, Vereinigte Staaten, und höchster Gipfel der San Jacinto Mountains. Der Berg liegt im Mount San Jacinto State Park und hat die sechsthöchste Schartenhöhe aller Berge in den Continental United States. John Muir beschrieb den Blick vom San Jacinto Peak als beeindruckendstes Schauspiel der ganzen Erde. John W. Robinson und Bruce D. Risher, Autoren des Buchs The San Jacintos schrieben, dass jeder gute Kletterer Südkaliforniens mindestens einmal auf den San Jacinto Peak klettern müsse.

## Geografie
Der San Jacinto Peak liegt westlich von der Stadt Palm Springs und östlich vom gebirgigen Ort Idyllwild-Pine Cove. Die steile Schichtstufe an seiner Nordseite steigt oberhalb vom Snow Creek auf einer Länge von 11 km um 3000 m an. In den Continental United States entspricht dies einer der stärksten Höhenveränderungen in Relation zur kurzen Strecke.
Vom Gipfel des Berges aus kann hinter dem San-Gorgonio-Pass der San Gorgonio Mountain, höchster Punkt der San Bernardino Mountains, gesehen werden. Weitere sichtbare Gebiete sind an klaren Tagen das Coachella Valley, der Saltonsee sowie ein Großteil des Inland Empires bis nach Ontario. Der Gipfel selbst kann bei guter Sicht noch im 209 km östlich gelegenen Blythe erkannt werden.
Zusammen mit dem San Gorgonio Mountain und dem Mount San Antonio in den San Gabriel Mountains ist der San Jacinto Peak einer der „Three Saints“ (deutsch: „Drei Heilige“). Der Begriff fasst die höchsten Berge der drei größten Gebirge Südkaliforniens zusammen.

## Geschichte
Die Cahuilla nannten den San Jacinto Peak I a kitch oder Aya Kaich, was im Deutschen Glatte Felsen bedeutet. In ihren Erzählungen befindet sich am Berg Dakush, der Meteor, auf den der Indianerstamm seine Entstehung zurückführt.
Im Jahr 1878 bestieg eine Gruppe unter Führung eines Farmers namens Charles Thomas aus dem Garner Valley den Berg. Die Teilnehmer nannten den Berg San Jacinto Peak. Im September 1874 hatte zuvor bereits ein Bergsteiger den Gipfel erreicht, den die Zeitung The San Diego Union-Tribune als „F. of Riverside“ bezeichnete; dies ist die früheste aufgezeichnete Besteigung des Berges. Der erste erfolgreiche Aufstieg am nordöstlichen Steilhang gelang im Jahr 1931 durch Floyd Vernoy und Stewart White aus Riverside.
Die Nachbargipfel Jean Peak (3250 m) und Marion Mountain (3158 m) wurden im Jahr 1897 vom USGS-Topografen Edmund Taylor Perkins, Jr. benannt. Der Jean Peak verdankt seinen Namen Perkins’ Geliebter und späteren Frau Jean Waters, Marion Mountain ist nach Perkins’ Freundin Marion Kelly benannt. Ein weiterer naher Gipfel ist der Cornell Peak. Als Perkins mit dem Geologen Robert T. Hill im Round Valley lagerte erwähnte Hill, der Cornell Peak sähe wie der Glockenturm der Cornell University aus. Später benannte Perkins den Berg in Erinnerung daran.
In den Jahren 1931 und 1932 richtete die San Jacinto Mountain Chamber of Commerce am Tag der Arbeit von Idyllwild-Pine Cove zum Gipfel des San Jacinto Peaks und zurück einen Wettlauf aus. Die Distanz betrug 29 km, der Höhenunterschied 1615 m. Das Rennen im Jahr 1931 gewann der Hopi-Indianer Tom Humphreys in 3:36:30 Stunden, ein Jahr später gewann er die Neuauflage des Wettkampfes erneut, diesmal benötigte er 3:12 Stunden.
Unweit des Gipfels befindet sich eine Steinhütte, die vom Civilian Conservation Corps unter Leitung von Alfred Zarubicka, einem serbisch-kroatischen Einwanderer und Steinmetz aus Idyllwild-Pine Cove, errichtet wurde.

## Wandern

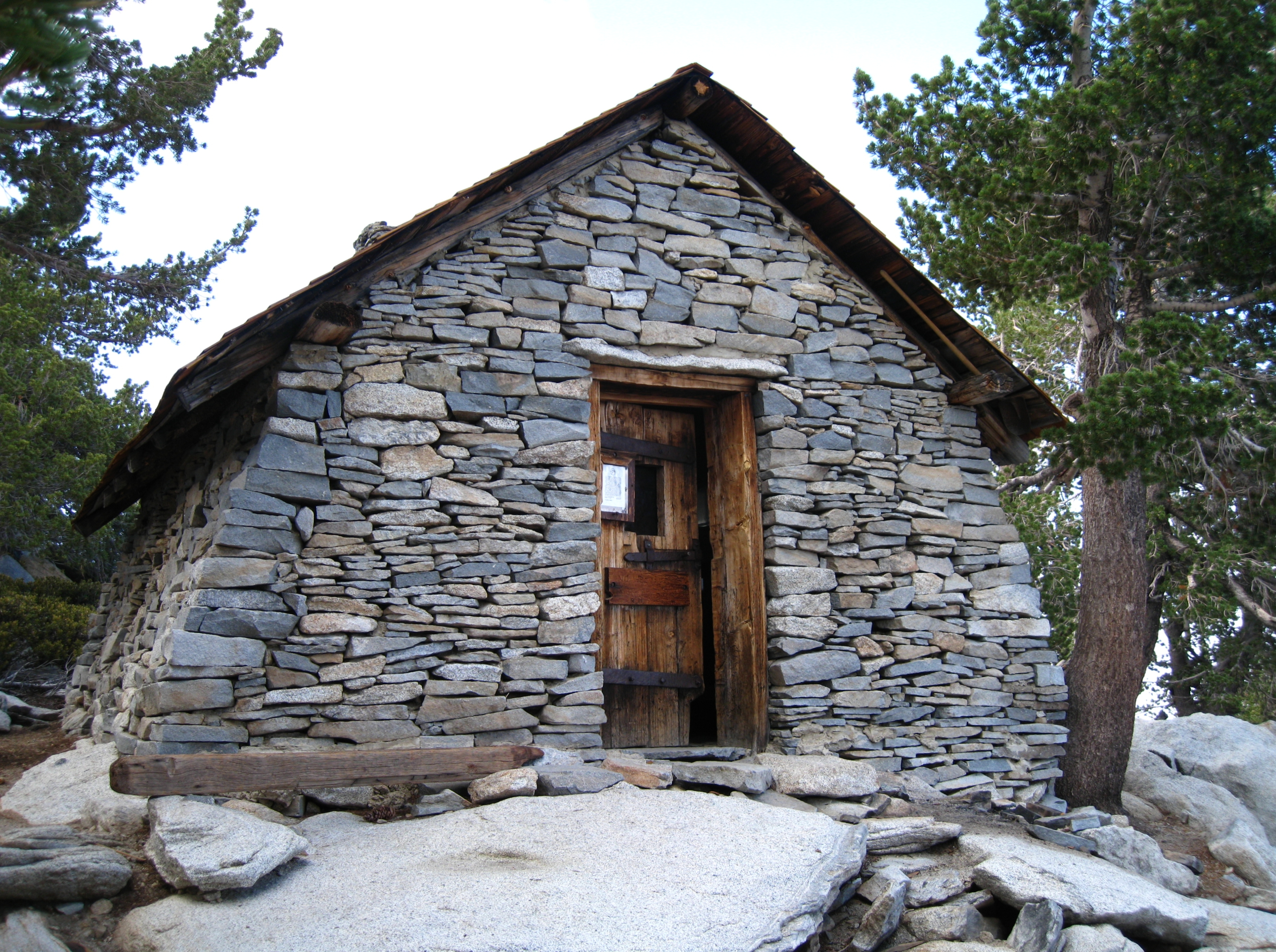
Rettungshütte nahe dem Gipfel

Der San Jacinto Peak ist über mehrere Wege vom Santa Rosa and San Jacinto Mountains National Monument aus leicht erreichbar. Eine weitere Möglichkeit zum Erklimmen des Gipfels stellt eine Fahrt mit der Palm Springs Aerial Tramway von der 806 m hoch gelegenen Talstation zur 2596 m hohen Bergstation mit anschließendem Klettern an der Bergwand dar. Eine weitere Aufstiegsroute beginnt in Idyllwild-Pine Cove und führt über den Marion Mountain Trail. Auch der Cactus to Clouds Trail, eine beschwerliche Kletterroute, stellt eine Aufstiegsmöglichkeit dar. Beginnend am Palm Springs Art Museum müssen auf dem Weg zum Gipfel des San Jacinto Peaks 3000 Höhenmeter überwunden werden.
Der Pacific Crest Trail (PCT) führt nah am Gipfel des San Jacinto vorbei.

## In der Popkultur
Das Lied San Jacinto des britischen Pop-Rock-Musikers Peter Gabriel aus dem Jahr 1982 handelt davon, immer sein Bestes zu geben, um beim Auftreten von Schwierigkeiten stark sowie mutig und treu zu bleiben. Der Liedtext erzählt eine Geschichte über Mut und Entschlossenheit, in der der Ich-Erzähler verschiedene Symbole der Stärke betrachtet: einen Büffel, die Adlerfedern und den Sack mit einer Klapperschlange des Medizinmanns – und die Verbindung zu dem San Jacinto Peak, einem Berg der San Jacinto Mountains im kalifornischen Inland Empire, der nach dem Heiligen Hyazinth von Caesarea benannt ist. Das Lied ermutigt den Hörer, „den Weg weiter zu verfolgen“ („hold the line“) und stark und sich selbst treu zu bleiben, egal wie schwierig die Situation auch sein wird. Insgesamt ist San Jacinto ein Symbol für Mut und Ausdauer und fordert den Zuhörer auf, in sich selbst und in den anderen Stärke zu finden, während sie durch das Leben gehen.